# Ioan Walter
Ioan Walter (n.? - d.?) a fost un general român care a luptat în timpul celui de-al Doilea Război Mondial.
Generalul de divizie intendent Ioan Walter a fost trecut din oficiu în rezervă pentru limită de vârstă de la data de 20 noiembrie 1945, prin decizia ministerială nr. 1.659 din 22 septembrie 1944.

## Decorații
- Ordinul „Steaua României” în gradul de Ofițer (9 mai 1941)[2]